# Iraks Billie Jean King Cup-lag
Iraks Billie Jean King Cup-lag representerar Irak i tennisturneringen Billie Jean King Cup, och kontrolleras av Iraks tennisförbund.

## Historik
Irak deltog första gången 1998.